# Волошенков Дмитро Борисович
Дмитро Борисович Волошенков (нар. 9 листопада 1981, місто Одеса Одеської області) — український діяч, лікар Другої міської клінічної лікарні міста Одеси, заступник голови Одеської обласної державної адміністрації. Кандидат медичних наук. Народний депутат України 5-го скликання (2007 року) від «Партії регіонів». Учасник одеського «Антимайдану».

## Біографія
У вересні 1998 — червні 2004 року — студент Одеського державного медичного університету. У серпні 2004 — червні 2005 року — лікар-інтерн Одеського обласного медичного центру. У 2005 році закінчив магістратуру з терапії Одеського державного медичного університету.
Член Партії регіонів.
У серпні — грудні 2005 року — лікар функціональної діагностики Другої міської клінічної лікарні міста Одеси.
У грудні 2005 — березні 2007 року — аспірант кафедри загальної та клінічної фармакології Одеського державного медичного університету.
Голова Одеської міської організації Партії регіонів (з грудня 2006).
Народний депутат України 5-го скликання з .03. до .11.2007, від Партії регіонів № 208 у списку. Член фракції Партії регіонів (з .03.2007).
Член Комітету Верховної Ради з питань свободи слова та інформації. Член групи з міжпарламентських зв'язків з Арабською Республікою Єгипет.
У 2009 році закінчив Одеський регіональний інститут державного управління Національної академії державного управління при Президентові України, магістр державного управління.
У квітні 2010 — березні 2014 року — заступник голови Одеської обласної державної адміністрації.
У червні 2023 влаштувався в  Агенцію оборонних закупівель МОУ на посаду менеджера зі зовнішньоекономічної діяльності.

## Родина
Батько Дмитра Волошенкова — Борис Волошенков, генерал СБУ у відставці, в 2005—2008 роках займав посаду начальника Головного управління контррозвідувального захисту інтересів держави у сфері економічної безпеки.